# Vameșu, Brăila
Vameșu (în trecut, și Șerbănescu) este un sat în comuna Siliștea din județul Brăila, Muntenia, România.